# Алегрет
Алегрет (фр. Alegret) — гасконский трубадур, один из самых ранних лирических сатириков, писавших на окситанском языке, (творческая деятельность — вторая половина XII века или около 1145 года).

## Биография
Современник и, возможно, ученик Маркабрюна. Как и Маркабрюн, писал в «тёмном стиле». До нашего времени дошло лишь два произведения Алегрета: песня любовного содержания и сирвента, восхваляющая Альфонса VII Кастильского. Этот трубадур оказал сильное влияние на поэзию Бернарда де Вентадорна и Раймбаута д’Ауренги (Оранского). Стилистически же к Алегрету наиболее близок Пейре Овернский. Алегрет — один из первых трубадуров, кто в описании куртуазной любви использовал понятия из феодального юридического обихода.